# 펩타이드 호르몬

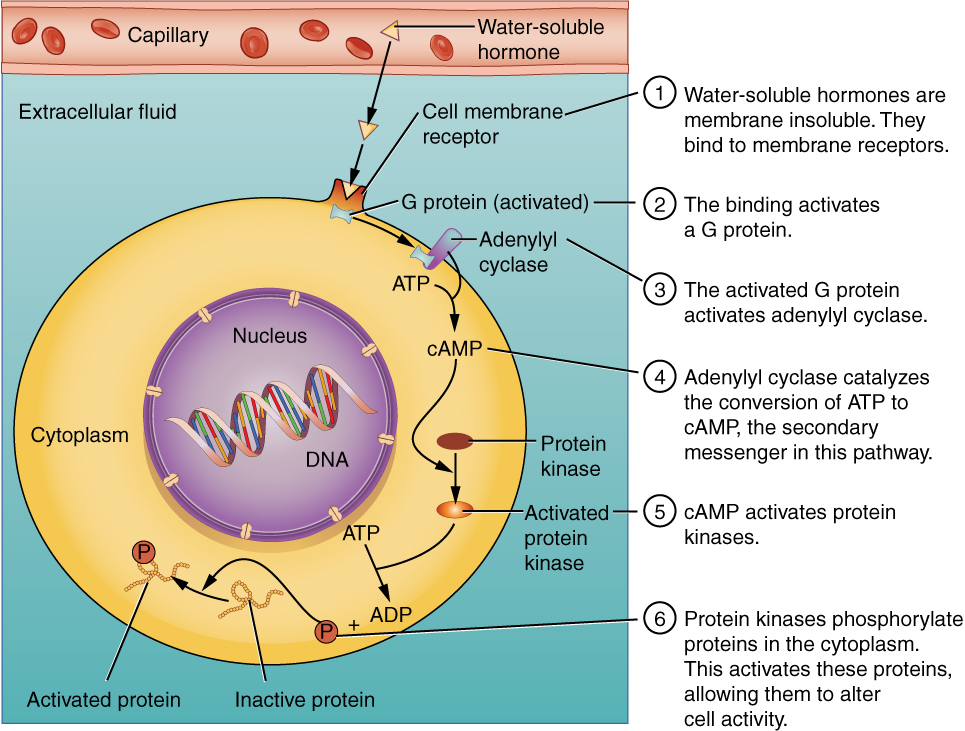
펩타이드 호르몬이 세포에 결합하는 과정을 보여주는 모식도

펩타이드 호르몬(영어: peptide hormone)은 펩타이드로 구성된 호르몬이다. 펩타이드 호르몬은 단백질 호르몬(영어: protein hormone)보다 아미노산 사슬의 길이가 더 짧다. 펩타이드 호르몬은 사람을 포함한 동물의 내분비계에 영향을 미친다. 대부분의 호르몬은 아미노산 기반 호르몬(아민, 펩타이드 또는 단백질) 또는 스테로이드 호르몬으로 분류할 수 있다. 아미노산 기반 호르몬은 수용성이며 2차 전달자를 통해 표적 세포의 표면에 작용한다. 스테로이드 호르몬은 지용성이므로 표적 세포(세포질과 핵 모두)의 원형질막을 통과해 이동하여 핵 내에서 작용한다.
모든 펩타이드와 마찬가지로 펩타이드 호르몬은 세포핵 내의 DNA 주형으로부터 합성되는 mRNA에 따라 아미노산으로부터 세포 내에서 합성된다. 그런 다음 펩타이드 호르몬의 전구체인 프리프로호르몬은 N-말단 신호 서열의 제거 및 때로는 글리코실화를 포함하여 일반적으로 소포체에서 여러 단계로 처리되어 프로호르몬을 생성한다. 그런 다음 프로호르몬은 막 결합 분비 소포로 포장되며, 이는 특정 자극(예: 세포질의 Ca2+ 및 cAMP의 농도 증가)에 반응하여 세포 외 배출에 의해 세포로부터 분비될 수 있다.
이러한 프로호르몬은 종종 호르몬 분자를 활성을 띤 입체배치로 접히는데 필요한 불필요한 아미노산 잔기를 포함하지만 일단 호르몬이 접힌 후에 이들 잔기는 아무런 기능도 하지 않는다. 세포의 특정 엔도펩티데이스는 프로호르몬이 혈류로 방출되기 직전에 프로호르몬을 절단하여 성숙한 호르몬 형태를 생성한다. 성숙한 펩타이드 호르몬은 혈액을 통해 신체의 모든 세포로 이동하여 표적 세포 표면의 특정 수용체와 상호작용을 한다.
일부 신경전달물질은 펩타이드 호르몬과 유사한 방식으로 분비 및 방출되며, 일부 신경펩타이드는 혈액으로 방출될 때 호르몬으로 작용하는 것 외에도 신경계의 신경전달물질로 사용될 수 있다.
펩타이드 호르몬이 세포 표면의 수용체에 결합하면 2차 전달자가 세포질에 나타나며, 이는 세포 반응으로 이어지는 신호전달을 촉발한다.
일부 펩타이드(안지오텐신 II, 염기성 섬유아세포 성장인자 2, 부갑상샘 호르몬 관련 단백질)도 세포내분비 메커니즘에 의해 세포질이나 핵에 위치한 세포 내 수용체와 상호작용을 한다.

## 사람의 펩타이드 호르몬 목록
1. 부신겉질 자극 호르몬 (ACTH)
2. 아드로핀
3. 아밀린
4. 안지오텐신
5. 심방 나트륨이뇨 펩타이드 (ANP)
6. 칼시토닌
7. 콜레시스토키닌 (CCK)
8. 가스트린
9. 그렐린
10. 글루카곤
11. 성장 호르몬
12. 여포 자극 호르몬 (FSH)
13. 인슐린
14. 렙틴
15. 황체형성 호르몬 (LH)
16. 멜라닌세포 자극 호르몬 (MSH)
17. 옥시토신
18. 부갑상샘 호르몬 (PTH)
19. 프로락틴
20. 레닌
21. 소마토스타틴
22. 갑상샘 자극 호르몬 (TSH)
23. 갑상샘 자극 호르몬 방출 호르몬 (TRH)
24. 바소프레신, 아르기닌 바소프레신 (AVP) 또는 항이뇨 호르몬 (ADH)이라고도 불림
25. 혈관작용 장 펩타이드 (VIP)
26. 소마토트로핀 (GH1)
27. 생식샘 자극 호르몬 방출 호르몬 1 (GNRH1)
28. 생식샘 자극 호르몬 방출 호르몬 2 (GNRH2)
29. 성장 호르몬 방출 호르몬 (GHRH)
30. 부갑상샘 호르몬 관련 단백질 (PTHLH)
31. 부신겉질 자극 호르몬 방출 호르몬 (CRH)
32. 항뮐러관 호르몬 (AMH)
33. 융모성 젖샘자극 호르몬 1 (CSH1)
34. 융모성 젖샘자극 호르몬 2 (CSH2)
35. 프로멜라닌 농축 호르몬 (PMCH)
36. 레지스틴 (RETN)
37. 엔도르핀

## 같이 보기
- 스테로이드 호르몬